# Ардино (община)
Ардино е община в Южна България и е една от съставните общини на област Кърджали.

## География

### Географско положение, граници, големина
Общината е разположена в западната част на област Кърджали. С площта си от 338,848 km2 заема 5-о сред 7-те общините на областта, което съставлява 10,55% от територията на областта. Границите ѝ са следните:
- на север – община Черноочене;
- на североизток и изток – община Кърджали;
- на югоизток – община Джебел;
- на юг – община Неделино, област Смолян;
- на запад – община Мадан, област Смолян;
- на северозапад – община Баните, област Смолян.

### Природни ресурси

#### Релеф
Релефът на община Ардино е средно- и ниско планински. Тя се намира на границата между Западните и Източните Родопи. Около 90% от територията ѝ, на югоизток и юг от долината на река Арда се заема от източнородопския рид Жълти дял със своя първенец връх Алада (1240,5 m), разположен югозападно от село Теменуга, на границата с община Неделино.
В останалата част на общината, на северозапад и север от долината на Арда се простират крайните югоизточни разклонения на три планински рида, които са части от Переликско-Преспански дял на Западните Родопи. Районът на север от долината на Арда и левият ѝ приток Давидковска река се заема от югоизточните части на рида Каракулас (Гордюва чука). Тук северозападно от село Русалско се издига най-високата точка на общината – връх Ариягидик Дорсу (1301 m). Южно от долината на Давидковска река и западно от Арда в землищата на селата Любино и Латинка се простират крайните източни части на друг западнородопски рид (част от Переликско-Преспанския дял) с връх Лочката (1205 m), разположен на запад от село Латинка, на границата с община Баните. И накрая, на северозапад от Арда, землищата на селата Мусево, Стояново и Паспал се заемат от крайните източни части на още един западнородопски рид (той също е част от Переликско-Преспанския дял) с максимална височина връх Градище (1027 m), разположен северно от село Стояново.

#### Води
Община Ардино е изключително богата на водни ресурси. От югозапад на североизток, а след село Китница – на изток, частично по границата с община Баните преминава долната част от горното течение на най-голямата родопска река Арда. На територията на общината тя получава пет по-големи притока: леви – Давидковска река, Яйлидере и Боровица; десни – Оваджик и Ардинска река. След село Китница долината на Арда се заема от една от „опашките“ на големия язовир „Кърджали“. Устието на река Боровица също е „удавено“ от втората „опашка“ на язовира. Тук на брега на язовира се намира и най-ниската точка на общината – около 317 m н.в. Югоизточните части на община Ардино се отводняват от горните течения на реките Джебелска и Дива (леви притоци на Върбица) и техните многобройни малки притоци и дерета.

#### Климат
Територията на общината се характеризира с континентално-средиземноморски климат, модифициран от особеностите на планинския релеф. Той се отличава с мека и влажна зима и горещо и сухо лято. Зимният максимум на валежите се свързва с активността на средиземноморските циклони през студеното полугодие. През зимата нерядко от север и североизток нахлуват по-студени въздушни маси, причиняващи резки, но краткотрайни застудявания. Поради силно разчленения релеф, стойностите на климатичните елементи варират в широки граници в зависимост най-вече от надморската височина и изложението на склоновете. В по-ниските места средногодишната температура на въздуха е около 11ºС, а в по-високите – около и под 8ºС. Средномесечната температура през януари е положителна 1ºС, а през юли – 23ºС. Годишното количество на валежите е около 900 mm. Най-големи са валежите през зимата 270 mm, а най-малки – през лятото 190 mm. През преходните сезони (пролет и есен) валежите са между 210 и 220 mm. Годишната температурна сума за периода с активна вегетация е средно около 3500°, което благоприятства отглеждането на среднотоплолюбиви и топлолюбиви земеделски култури. Дефицитът в баланса на атмосферното овлажнение през активния вегетационен период налага прилагането на изкуствено напояване.

#### Поземлен фонд
С най-голяма площ в общинаАрдино са горските територии, заемащи 179,7 хил. дка (53,0% от площта на общината), земеделски територии – 136,9 хил. дка (40,4%), населени места и другите урбанизирани територии – 5 хил. дка (1,5%), водни течения и водният площи – 7,5 хил. дка (2,2%), територии за добив на полезни изкопаеми и депа за отпадъци – 7,5 хил. дка (2,2%), територии за транспорт и инфраструктура – 2 хил. дка (0,6%).

## Население

### Етнически състав (2011)
Численост и дял на етническите групи според преброяването на населението през 2011 г.:
|                     | Численост | Дял (в %) |
| Общо                | 11 572    | 100,00    |
| Българи             | 2488      | 21,50     |
| Турци               | 6 585     | 56,90     |
| Цигани              | –         | -         |
| Други               | 66        | 0,57      |
| Не се самоопределят | 113       | 0,98      |
| Неотговорили        | 2 320     | 20,05     |

### Населени места
Общината има 52 населени места с общо население 11 318 жители към 7 септември 2021 г.
| Населено място | Население (2021 г.) | Площ на землището km2 | Забележка (старо име) | Населено място | Население (2021 г.) | Площ на землището km2 | Забележка (старо име)           |
| -------------- | ------------------- | --------------------- | --------------------- | -------------- | ------------------- | --------------------- | ------------------------------- |
| Аврамово       | -                   | 6,197                 | Ибрахимлер            | Мак            | 3                   | 5,642                 | Мак мъл                         |
| Ардино         | 3387                | 15,328                | Егри дере, Хаджи кьой | Млечино        | 502                 | 5,423                 | Сют кееси                       |
| Ахрянско       | 34                  | 6,839                 | Ахрян ерджек          | Мусево         | 31                  | 4,309                 |                                 |
| Башево         | 217                 | 4,647                 | Халлар                | Падина         | 749                 | 10,411                | Мак мулар, Мук мулу             |
| Бистроглед     | 62                  | 2,602                 | Мехмед кьой           | Паспал         | 15                  | 2,501                 |                                 |
| Богатино       | 199                 | 2,258                 | Чорбаджълар           | Песнопой       | 17                  | 24,464                | Ашиклар                         |
| Боровица       | 246                 | 12,667                | Чам дере              | Правдолюб      | 176                 | 4,436                 | Джелилер                        |
| Брезен         | 214                 | 7,210                 | Халач дере, Халач     | Рибарци        | 36                  | 1,997                 | Османлар, Османци               |
| Бял извор      | 1398                | 19,928                | Ак бунар              | Родопско       | 37                  | 3,014                 | Коджа алилер                    |
| Главник        | 86                  | 1,795                 |                       | Русалско       | 45                  | 7,925                 | Оташлъ                          |
| Голобрад       | 137                 | 3,547                 | Кьосе Хасанлар        | Светулка       | 197                 | 7,624                 | Чандър                          |
| Горно Прахово  | 483                 | 8,191                 | Тоз баля              | Седларци       | 77                  | 1,837                 |                                 |
| Гърбище        | 146                 | 14,494                | Сърт кьой             | Синчец         | 88                  | 8,602                 | Дура бейлер                     |
| Дедино         | 98                  | 0,969                 | Деделер               | Сполука        | 29                  | 3,400                 | Оладжак                         |
| Дойранци       | 5                   | 10,426                | Дойранлар             | Срънско        | 48                  | 5,897                 | Джеми джедит атик               |
| Долно Прахово  | 114                 | 2,223                 | Тоз езир              | Стар Читак     | 24                  | 1,505                 | Читак атик                      |
| Дядовци        | 114                 | 6,025                 | Деделер               | Стояново       | 11                  | 5,974                 |                                 |
| Еньовче        | 145                 | 2,015                 |                       | Сухово         | 89                  | 2,899                 | Сусус бурун                     |
| Жълтуша        | 672                 | 6,452                 | Саръ къс              | Теменуга       | 27                  | 7,217                 | Менекше                         |
| Искра          | 90                  | 1,884                 |                       | Търна          | 60                  | 2,458                 |                                 |
| Китница        | 70                  | 11,586                | Ятаджик               | Търносливка    | 143                 | 7,929                 | Тюрк ереджек                    |
| Кроячево       | 75                  | 5,183                 | Терзи кьой            | Хромица        | 82                  | 3,251                 |                                 |
| Латинка        | 11                  | 10,652                | Тюрк юрпек            | Червена скала  | 86                  | 2,195                 |                                 |
| Левци          | 86                  | 2,112                 |                       | Чернигово      | 128                 | 1,384                 |                                 |
| Ленище         | 101                 | 13,487                | Алфатар               | Чубрика        | 179                 | 5,782                 | Факръ бунар                     |
| Любино         | 37                  | 10,823                | Юмерлер               | Ябълковец      | 212                 | 11,232                | Елмалъ кебир                    |
|                |                     |                       |                       | ОБЩО           | 11318               | 338,848               | няма населени места без землища |

## Административно-териториални промени
- МЗ № 2820/обн. 14 август 1934 г. – преименува с. Чигак джедит (Читак йени) на с. Голям читак;

– преименува с. Хюсемлер на с. Диамандово;
– преименува с. Саръ къс на с. Жълтуша;
– преименува с. Алика на с. Иглика;
– преименува с. Тюрк юрпек на с. Латинка;
– преименува м. Мак Мулар (Мук мулу) на м. Падина;
- МЗ № 3225/обн. 21 септември 1934 г. – преименува с. Егри дере (Хаджи кьой) на с. Ардино;

– преименува с. Ак бунар на с. Бял извор;
– преименува с. Тоз езир на с. Долно Прахово;
– преименува с. Оташлъ на с. Русалско;
- МЗ № 3775/обн. 7 декември 1934 г. – преименува с. Ибрахимлер на с. Аврамово;

– преименува с. Ахрян ерджек на с. Ахрянско;
– преименува с. Мехмед кьой на с. Бистроглед;
– преименува с. Кьосе Хасанлар на с. Голобрад;
– преименува с. Тоз баля на с. горно Прахово;
– преименува с. Сърт кьой на с. Гърбище;
– преименува с. Дойранлар на с. Дойранци;
– преименува с. Деделер на с. Дядовци;
– преименува с. Ятаджик на с. Китница;
– преименува с. Терзи кьой на с. Кроячево;
– преименува с. Егри буджак на с. Кътино;
– преименува с. Алфатар на с. Ленище;
– преименува с. Юмерлер на с. Любино;
– преименува с. Мак мъл на с. Мак;
– преименува с. Сют кееси на с. Млечино;
– преименува с. Голям читак на с. Нов читак;
– преименува с. Османлар на с. Османци;
– преименува с. Ашиклар на с. Песнопой;
– преименува с. Джелелер на с. Правдолюб;
– преименува с. Коджа алилер на с. Родопско;
– преименува с. Чандър на с. Светулка;
– преименува с. Дура бейлер на с. Синчец;
– преименува с. Оладжак на с. Сполука;
– преименува м. Джами джедит атик на м. Срънско;
– преименува с. Читак атик на с. Стар Читак;
– преименува с. Сусус бурун на с. Сухово;
– преименува с. Тюрк ереджек на с. Търносливка;
– преименува с. Хаджиоглулар на с. Хаджиевци;
– преименува с. Халач дере на с. Халач;
– преименува с. Факръ бунар на с. Чубрика;
– преименува с. Елмалъ кебир на с. Ябълковец;
- МЗ № 1014/обн. 11 май 1942 г. – признава махалите Мусево, Падина, Паспал и Срънско за села;
- Указ № 38/обн. 2 февруари 1960 г. – признава с. Ардино за гр. Ардино;
- Указ № 516/обн.22 март 1961 г. – признава н.м. Чам дере за с. Чам дере;
- Указ № 881/обн. 30 ноември 1965 г. – заличава с. Нов читак поради изселване;
- Указ № 232/обн. 23 март 1968 г. – признава н.м. Башево и Баковица за отделно населено място – с. Башево;

– признава н.м. Еньовче (от с. Жълтуша) за отделно населено място – с. Еньовче;
– признава н.м. Хромица (от с. Млечино) за отделно населено място – с. Хромица;
– обединява н.м. Чернигово и Търна и ги признава за отделно населено място – с. Чернигово;
- Указ № 409/обн. 27 март 1981 г. – преименува с. Чам дере на с. Боровица;

– преименува с. Халач на с. Брезен;
– преименува м. Османци на м. Рибарци;
– преименува с. Менекше на с. Теменуга;
- Указ № 583/обн. 14 април 1981 г. – обединява н.м. Байчева река, Жеден и Звегор (от с. Падина) и ги признава за отделно населено място – с. Байчево;

– признава н.м. Седларци (от с. Жълтуша) за отделно населено място – с. Седларци;
- Указ № 970/обн. 4 април 1986 г. – признава н.м. Богатино (от с. Млечино) за отделно населено място – с. Богатино;

– признава н.м. Главник (от с. Жълтуша) за отделно населено място – с. Главник;
– признава н.м. Дедино (от с. Долно Прахово) за отделно населено място – с. Дедино;
– признава н.м. Искра (от с. Млечино) за отделно населено място – Искра;
– признава н.м. Левци (от с. Млечино) за отделно населено място – с. Левци;
– признава н.м. Търна (от с. Чернигово) за отделно населено място – с. Търна;
– признава н.м. Червена скала (от с. Млечино) за отделно населено място – с. Червена скала;
– заличава с. Иглика и го присъединява като квартал на с. Стояново;
– заличава с. Кътино и го присъединява като квартал на с. Боровица;
– заличава с. Хаджиевци и го присъединява като квартал на с. Китница;
- Указ № 3005/обн. 9 октомври 1987 г. – закрива община Бял извор и община Млечино и заедно с прилежащите им населени места ги присъединява към община Ардино;
- На основание §7 (т.3) от Закона за административно-териториалното устройство на Република България (ДВ, бр. 63/14 юли 1995 г.) всички махали, колиби, гари, минни и промишлени селища придобиват статут на села;
- Реш. МС № 397/обн. 7 юли 2000 г. – заличава с. Байчево и го присъединява като квартал на с. Падина;
- Реш. МС № 133/обн. 23 февруари 2002 г. – заличава с. Диамандово и го присъединява като квартал на с. Бял извор.

## Природни и исторически забележителности
- Дяволският мост на река Арда. Построен е върху живописен тесен пролом на реката през Османския период, северозападно от село Дядовци;
- Тракийското светилище „Орловите скали“ на около 2 km от град Ардино. На високите скали има издълбани 97 скални ниши с размери 32-45-50. Дълбочината им е 8 – 12 см. Предполага се, че в тях са поставяни оброчни плочи или глинени съдове, свързани с култа към умрелите;
- Природната забележителност „Хладилника“, разположена в близост до устието на Давидковска река в Арда. Представлява хладилна пещера, която може да се използва за естествен хладилник. През топлите месеци лъха студен въздух. В района на „Хладилника“ е построена малка хижа с 12 места собственост на Държавното лесничейство;
- Тракийската крепост „Калето“, обявено за природна забележителност със Заповед № 550/7 май 2003 г. на Министъра на околната среда и водите с площ от 0,5 ха. Намира се на около 500 m от тракийското светилище „Орловите скали“. Крепостта е изцяло разрушена;
- Средновековната крепост „Кривус“. Тя е разположена на 3 km западно от село Башево. Построена е на изключително стръмен рид, заобиколен от трите страни от река Арда. Южната половина на крепостта е заета от цитадела-замък. Снабдявала се е с вода от реката посредством подземен тунел.

## Транспорт
През общината преминават частично 5 пътя от Републиканската пътна мрежа на България с обща дължина 73,8 km:
- участък от 33,3 km от Републикански път III-865 (от km 16,6 до km 49,9);
- последният участък от 4,5 km от Републикански път III-5082 (от km 14,7 до km 19,2);
- последният участък от 9,1 km от Републикански път III-8632 (от km 5,5 до km 14,6);
- началният участък от 6,2 km от Републикански път III-8652 (от km 0 до km 6,2);
- последният участък от 20,7 km от Републикански път III-8653 (от km 2,8 до km 23,5).

## Топографска карта
- Лист от карта K-35-75. Мащаб: 1 : 100 000.
- Лист от карта K-35-87. Мащаб: 1 : 100 000.